# Slag bij Terborg
De Slag bij Terborg was een veldslag bij het stadje Terborg, graafschap Zutphen, zeven kilometer ten zuidoosten van Doetinchem, door Spaanse en Beierse legereenheden tegen het verzamelde leger van de Keulse bisschop Gebhard I van Waldburg op 31 maart 1584. Een deel van het Keulse leger werd hierbij vernietigend verslagen.

## Slag bij Terborg
Na de val van Godesberg op 7 december 1583 door Spaanse en Beierse legereenheden zocht Gebhard I van Waldburg aansluiting bij opstandelingen van Willem van Oranje en trok met verzamelde troepen naar Zutphen om de Staatsen te ondersteunen tijdens het Beleg van Zutphen (1584). Een deel van het Keulse leger, onder leiding van Ulrich van Württemberg, werd bij Terborg echter vernietigend verslagen door troepen van Ernst van Beieren, waarbij verschillende aanvoerders gevangen worden genomen of gedood.

Gebhard vluchtte met slechts 1660 overgebleven ruiters naar Willem van Oranje te Delft en stuurde vanuit Delft zijn vrouw naar Engeland, waar zij bijstand en hulp zou ontvangen van koningin Elizabeth I van Engeland. (Volgens de overlevering ontstak Elizabeth in jaloezie bij het zien van haar schoonheid en liet haar onmiddellijk het land weer uitzetten.) Nadien zette hij de strijd voort met hulp van Nederlandse troepen, die op 23 december 1587 Bonn veroverden en verwoestten. Gebhard gaf in 1589 de strijd op, en vestigde zich in Straatsburg waar hij in 1601 overleed.